# آتش آمار دبیر
آتش آمار دبیر دبیر درآمدهای آتشکده‌ها در زمان ساسانیان بوده است.